# Petar Lisičar
Petar Lisičar (Blato na Korčuli, 14. veljače 1908. – Split, 5. rujna 1987.) bio je hrvatski povjesničar i arheolog. Diplomirao je klasičnu filologiju, povijest staroga vijeka i arheologiju. Doktorirao je 1951. u Beogradu. Predavao je na gimnaziji u Mostaru i Splitu. Od godine 1948. docent, pa izvanredni profesor na Filozofskom fakultetu u Skoplju. Šef katedre za povijest na Filozofskom fakultetu u Skoplju. Od 1959. redoviti profesor na Filozofskom fakultetu u Zadru i šef katedre za povijest. Dekan Filozofskog fakulteta u Zadru. Proučavao je antičku povijest Korčule, Dalmacije i Makedonije, grčku kolonizaciju istočnog Jadrana i opću povijest staroga vijeka. Sudjelovao na brojnim znanstvenim skupovima u zemlji i inozemstvu.

## Djela
- Crna Korkira i kolonije antičkih Grka na Jadranu (1951)
- Egipat u starom vijeku (1956)
- Historija antičkih Grka (1961)
- Pregled historije istočnih naroda (1966)
- Grci i Rimljani (1971)
- Stari Istok (1975)